# Оптимальный вариант
Оптимальный вариант — советская и российская рок-группа.

## История

### Первый период
Группа основана выпускниками московской математической школы № 625 Олегом Чилапом, Петром Аникиным и Александром Липницким. С 1980 по 1981 барабанщиком коллектива был Валерий (Лера) Чилап — старший брат лидера группы Олега.
В начале своей карьеры группа с успехом выступала в московских институтах и школах. Концертные записи этих выступлений вошли в до сих пор не изданный альбом «Старые грехи». Но с 1982 года группа на несколько лет прекращает концертные выступления — музыканты обучаются в Студии Джазовой Импровизации при ДК «Москворечье».
В 1984 к «Оптимальному Варианту» присоединяется Сергей Андрейцев (Зерги) и Валерий Челиканов (последний в качестве барабанщика). С этого момента группа «Оптимальный Вариант» вступает во второй период своей истории.

### Второй период
Во второй половине 1980-х годов музыка группы представляет собой смесь традиционного московского рока, русского фолка, блюза, рок-баллады и психоделического рока. Эта смесь различных направлений и определяла звучание группы «Оптимальный вариант» в то время. В 1986 музыканты записывают первый официальный альбом Пошли-На….
В 1988 году во Франции выходит CD-сборник русского рока, который открывает песня «Оптимального Варианта» «Гражданская Война». Французская телекомпания «Антенн-2» выпускает клип с этой песней группы. Эмигрантская и национальная пресса Франции высоко оценивают работу музыкантов. В это же время финское и итальянское телевидение создают программы об «Оптимальном Варианте».
Осенью 1988 группу приглашает для сотрудничества известный менеджер Ованес Мелик-Пашаев. «Оптимальный вариант» отправляются в Днепропетровск на международный рок-фестиваль «Ветры Перемен», где становятся лауреатами, а Олег Чилап награждается специальным призом «За лучшую поэзию». В этом же году коллектив получает приглашения на концерты в Чехословакию и Польшу.
1989 год принёс группе звание лауреатов международного фестиваля «Битломания» в городе Днепродзержинск и специальный приз «За верность идеям Джона Леннона». Проходят длительные и успешные гастроли по стране, с ноябре ведётся студийная работа над записью альбома Эй, Мельник!, который увидел свет в сентябре 1991 года. Сами музыканты определяют стиль своей дебютной пластинки как «дверной рок» (рок распахиваемых ногой дверей).
В 1992 году ведётся запись импрессионистского альбома Здравствуйте, госпожа Пчела по полотнам Винсента Ван Гога и Поля Гогена. В то же время стихи Олега Чилапа публикуются в антологии русскоязычной рок-поэзии «Альтернатива», а в 1993 году он принят в Союз Литераторов России, где до сих пор возглавляет секцию рок-поэзии.
С 1992 по 1993 музыканты создают представительство древнегреческого бога Диониса в Москве, также начинают работать сразу над двумя альбомами: «Сады Диониса» (по античной мифологии) и над циклом самых ранних своих романтических песен.
В 1994 году на CD вышел альбом «Эй, Мельник!», а в 1995 — «Здравствуйте, госпожа Пчела».
Тем временем группу оставляет Валерий Челиканов, увлечённый идеей сольного проекта. Заручившись поддержкой студийного барабанщика Игоря Комарова «Оптимальный Вариант» приступает к записи альбома «Шверинка», включившего в себя старые, романтические песни коллектива. Имя пластинке было дано по названию Улицы Яблочных Лет музыкантов, той, где они провели свои детские годы. Выходом альбома в 1996 году ознаменовалось начало нового, третьего периода в творчестве «Оптимального варианта».

### Третий период
К этому времени музыкантам удалось синтезировать жёсткое психоделическое звучание, которым отличаются работы 89-92 годов, с романтическими мелодиями, свойственными их ранним лирическим песням, сформировав тем самым современный стиль группы «Оптимальный вариант»
В мае 1997 года группа «Оптимальный Вариант» проводит на крыше московского кинотеатра «Таллин» фестиваль «Улица Яблочных Лет», ставший с тех пор ежегодным. Фестиваль получил широкое освещение в российских СМИ.
В 1998 записывается новый CD — «Рыжий Альбом». В том же году выходит поэтический сборник Олега Чилапа «Репей'йа», за который автор был удостоен литературной премии «Словесность» в 2006 году
1 сентября 1999 года музыканты основали компанию «Репей» для издания музыки и литературы, как собственного сочинения, так и созвучных в творчестве авторов.
Летом 2002 «Оптимальный вариант» записывает альбом Имэйлы, а осенью того же года выходит альбом «Женщина с тараканами».
В январе 2003 «Moroz Records» выпускает сборник лучших песен группы в популярной серии «Легенды Русского Рока».
С 2005 по 2006 ведётся работа над альбомом Гринвич.
Осенью 2005 журналы «Автозвук» и «Аудио-Видео» выпускают сборник «Незабытые легенды», где «Оптимальный Вариант» представлен песней «Следы на Луне» с альбома Гринвич.
В 2006 году выходит первое прозаическое произведение Олега Чилапа — «Восемь Рук, Чтобы Обнять Тебя», книга становится одним из самых продаваемых бестселлеров. В том же году выходит сольный альбом Чилапа Лады.
С начала 2007 «Оптимальный Вариант» активно выступает в московских клубах. В группе появляется новый барабанщик — Олег «Леший» Назаров.
Музыканты работают над альбомом Женьшень.
В 2010 к группе присоединился Владимир "Влад" Зайчиков и занял место постоянного барабанщика.

## Дискография
- 1988 — ПошлиНа
- 1989 — Эй. Мельник!
- 1991 — Женщина с тараканами
- 1992 — Здравствуйте, госпожа Пчела
- 1996 — Шверинка[1]
- 1998 — Рыжий Альбом
- 2002 — Имэйлы
- 2006 — Гринвич
- 2010 — Рок и лирика[2]
- 2017 — Песни из садов Диониса